# Phaonia laticornis
Phaonia laticornis är en tvåvingeart som beskrevs av Malloch 1923. Phaonia laticornis ingår i släktet Phaonia och familjen husflugor. Inga underarter finns listade i Catalogue of Life.